# Anders Wiman
Anders Wiman   (Hammarlöv, 11 de febrer de 1865 - Lund, 13 d'agost de 1959) va ser un matemàtic suec.

## Vida i obra
Els pares de Wiman eren uns rics pagesos del sud de Suècia. Després d'estudiar al institut de Lund, va ingressar a la universitat de Lund el 1885, en la qual es va doctorar el 1892. El mateix any va ser nomenat professor de matemàtiques de la pròpia universitat. El 1901 va rebre el nomenament de professor de matemàtiques a la universitat d'Uppsala, en la qual va romandre fins a la seva jubilació el 1930.
La major part de la obra de Wiman versa sobre els grups que apareixen a la geometria algebraica, tot i que també va fer aportacions importants en altres camps com en el la teoria de la probabilitat o la teoria de nombres.